# 玛巧错
玛巧错，位于中国青海省西南部格尔木市境内，位于赤布张错（米提江占木错）西北，第四纪时期属于赤布张错的一部分，后因气候变干，两湖分离。湖泊长6.7公里，平均宽4公里，面积26.8平方公里。湖面海拔4940米。湖水主要依赖西北的劳日特错补给，出流经东南部一条长2.5公里长，宽20～60米的水道汇入赤布张错，属于内陆吞吐湖。